# ジャック・ハント
ジャック・ハント（Jack Hunt、1990年12月6日 - ）は、イングランド・ウェスト・ヨークシャーロスウェル出身のプロサッカー選手。シェフィールド・ウェンズデイFC所属。ポジションはDF。

## クラブ経歴
ハダースフィールド・タウンFCのアカデミー出身。2009年4月にトップチームに昇格した。レンタル移籍を挟み、2011年1月のコルチェスター・ユナイテッドFC戦でトップチームデビューを果たした。
2013年9月、クリスタル・パレスFCに移籍。
2016年1月、レンタルで加入していたシェフィールド・ウェンズデイFCに完全移籍。
2018年7月、ブリストル・シティFCに移籍。
2021年7月22日、シェフィールド・ウェンズデイFCに復帰した。

## タイトル

### 個人
- フットボールリーグ1年間ベストイレブン: 2011-12[8]